# Ibis bílý
Ibis bílý (Eudocimus albus) je vodní pták z čeledi ibisovitých.
Dorůstá 56 až 71 cm a v rozpětí křídel měří přibližně 90 (95), resp. 85 až 97 cm. Je celý bílý s výjimkou černých konců křídel (viditelných pouze za letu) a dlouhého červeného zobáku, končetin a neopeřeného, červeně zbarveného obličeje. Obě pohlaví se přitom mezi sebou zbarvením nijak neliší, mladí ptáci jsou však od dospělců snadno odlišitelní díky svému hnědému zbarvení.
Vyskytuje se zejména v bažinatých mokřinách, místy se však stal i hojným obyvatelem městských parků. Živí se zejména rybami, obojživelníky a jinými vodními živočichy, také hmyzem a malými plazy. Na stromech nebo keřích buduje jednoduché ploché hnízdo z větví, do kterého samice následně klade 2–5 vajec. Inkubace trvá 21 až 23 dní. Je monogamní a koloniální a obvykle hnízdí ve smíšených skupinách s druhy brodivých ptáků.

## Chov v zoo
Ibis bílý byl v roce 2018 chován v 21 evropských zoo. Nejvíce je zastoupen v Německu, a to v pěti zoo. Od té doby se mírně navýšil na více než 25 zoo (stav jaro 2020). V rámci Česka je chován v Zoo Jihlava a Zoo Praha.

### Chov v Zoo Praha
První zvířata tohoto druhu přišla do Zoo Praha v roce 1987. Odchov se prvně podařil roku 1996. V roce 2018 se narodila dvě mláďata v průběhu srpna. Na konci roku 2018 bylo chováno šest jedinců.
V Zoo Praha patřil v roce 2017 mezi osm chovaných druhů ibisů, na jaře 2020 mezi deset chovaných druhů, což je největší kolekce ibisů v evropských zoo.

Druh je chován v jihoamerické voliéře expozičního celku Ptačí mokřady. 

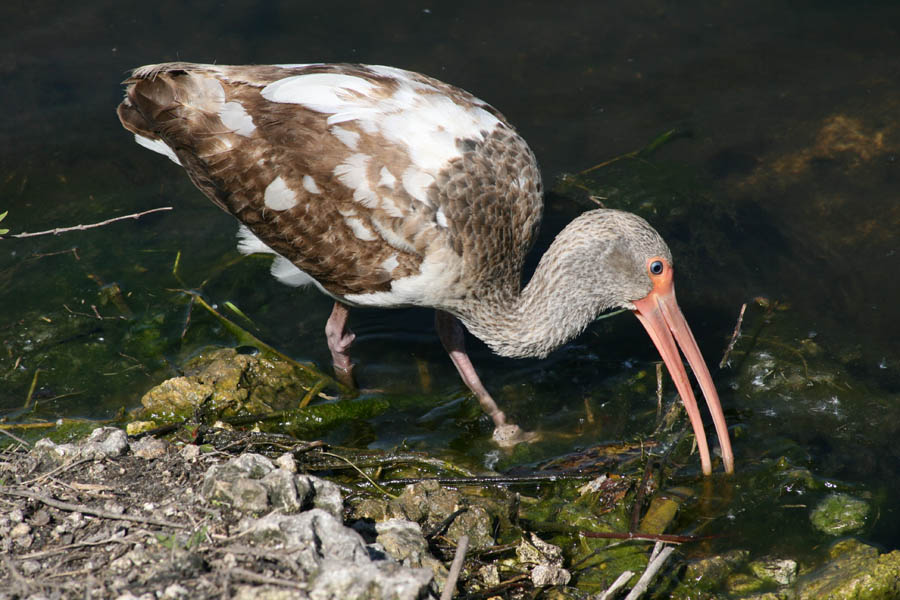
Mladí ptáci jsou od dospělců snadno odlišitelní díky svému zbarvení